# Voleibol nos Jogos Sul-Americanos de 2022
As competições de voleibol nos Jogos Sul-Americanos de 2022 ocorreram entre 4 e 14 de outubro em um total de 2 eventos. As competições aconteceram nas instalações da Federação Paraguaia de Voleibol, localizadas no complexo da Secretaría Nacional de Deportes (SND).
A seleção chilena conquistou sua primeira medalha de ouro desta competição no torneio masculino, enquanto que no torneio feminino a seleção peruana se sagrou campeã ao derrotar na final a seleção argentina.

## Formato da disputa
As competições de voleibol foram disputadas por atletas sem restrição de idade. O torneio masculino foi composto por um grupo único onde todas as equipes se enfrentaram em um turno único. As três melhores equipes receberam medalhas de ouro, prata e bronze, respectivamente. O torneio feminino foi dividido na fase de grupos e na fase final. A fase de grupos foi constituído em 2 grupos de 3 equipes, com todas as equipes se enfrentando em um turno único. As duas melhores equipes de cada grupo avançaram para as semifinais enquanto as terceiras colocadas disputaram a partida do quinto lugar.

## Calendário
| G | Fase de grupos | SF | Semifinais | B | Disputa pelo bronze | F | Final |

| Voleibol  | Ter 4 | Qua 5 | Qui 6 | Sex 7 | Sáb 8 | Dom 9 | Seg 10 | Ter 11 | Qua 12 | Qui 13 | Sex 14 | Sex 14 |
| --------- | ----- | ----- | ----- | ----- | ----- | ----- | ------ | ------ | ------ | ------ | ------ | ------ |
| Masculino | G     | G     | G     | G     | G     |       |        |        |        |        |        |        |
| Feminino  |       |       |       |       |       |       | G      | G      | G      | S      | B      | F      |

## Participantes
Um total de 6 nações inscreveram equipes para os eventos de voleibol. Cada nação pôde inscrever no máximo 24 atletas (uma equipe de 12 atletas por gênero). Bolívia, Chile, Colômbia, os anfitriões Paraguai e Peru participaram do torneio masculino e feminino. A Argentina participou apenas do torneio feminino.
| - ARG Argentina (12) - BOL Bolívia (24) | - CHI Chile (12) - COL Colômbia (24) | - PAR Paraguai (24) - PER Peru (12) |

## Medalhistas
| Evento             | Ouro | Prata | Bronze |
| ------------------ | --- | --- | --- |
| Masculino detalhes | Esteban Villarreal Vicente Ibarra Gabriel Araya Tomás Parraguirre Vicente Parraguirre Tomás Gago Sebastian Albornoz Dusan Bonacic Vicente Mardones Sebastián Castillo Jaime Bravo Kaj Bonacic CHI Chile | Orian Medina Ronnie Galvis Juan Felipe Velasco Leiner Aponzá Juan Estupiñan Samuel Jaramillo Daniel Medina Roosvuelt Ramos Oliver Murillo Santiago Ruiz Jhon Cuello Harry Copete COL Colômbia                 | Jassir Morón Sebastián Cruzado Bruno Seminario Benjamín Patrón Hiroshi la Torre Eduardo Romay Daniel Barbieri Juan Bascovich Benny Bernaola Álvaro Hidalgo Francis Mendoza Daniel Porras PER Peru     |
| Feminino detalhes  | Aixa Vigil Ángela Barboza Diana de la Peña Esmeralda Sánchez Jade Cuya Karla Ortiz Kiara Vicente María José Rojas María Paula Rodríguez Maricarmen Guerrero Nayeli Calderón Ysabella Sánchez PER Peru   | Avril García Camila Giraudo Dalma Pérez Guadalupe Martín Julieta Aruga Julieta Cervini María de la Paz Corbalán María Luz Cosulich Marlen Siri Rosa Reinoso Valentina González Valentina Vaulet ARG Argentina | Beatriz Novoa Camila Donoso Camila Mendoza Catalina Núñez Elisa Sandrock Florencia Giglio Gabriela Badilla Karen Morales Paula Vallejos Paula Salinas Petra Schwartzman Raphaella Aniegbuna CHI Chile |

## Quadro de medalhas
| Ordem | País          | Medalha de ouro | Medalha de prata | Medalha de bronze | Total | Ordem por total |
| ----- | ------------- | --------------- | ---------------- | ----------------- | ----- | --------------- |
| 1     | CHI Chile     | 1               |                  | 1                 | 2     | 1               |
| 1     | PER Peru      | 1               |                  | 1                 | 2     | 1               |
| 3     | ARG Argentina |                 | 1                |                   | 1     | 2               |
| 3     | COL Colômbia  |                 | 1                |                   | 1     | 2               |
| TOTAL | TOTAL         | 2               | 2                | 2                 | 6     |                 |